# كورتيس دي-12

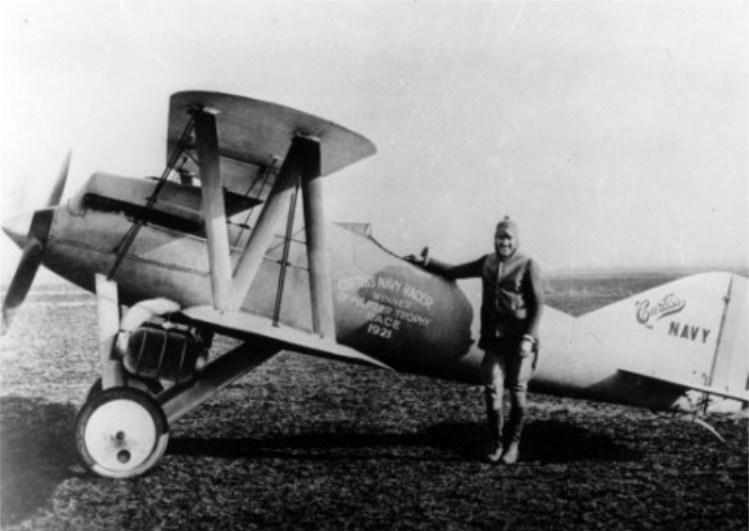
كورتيس سي آر-3

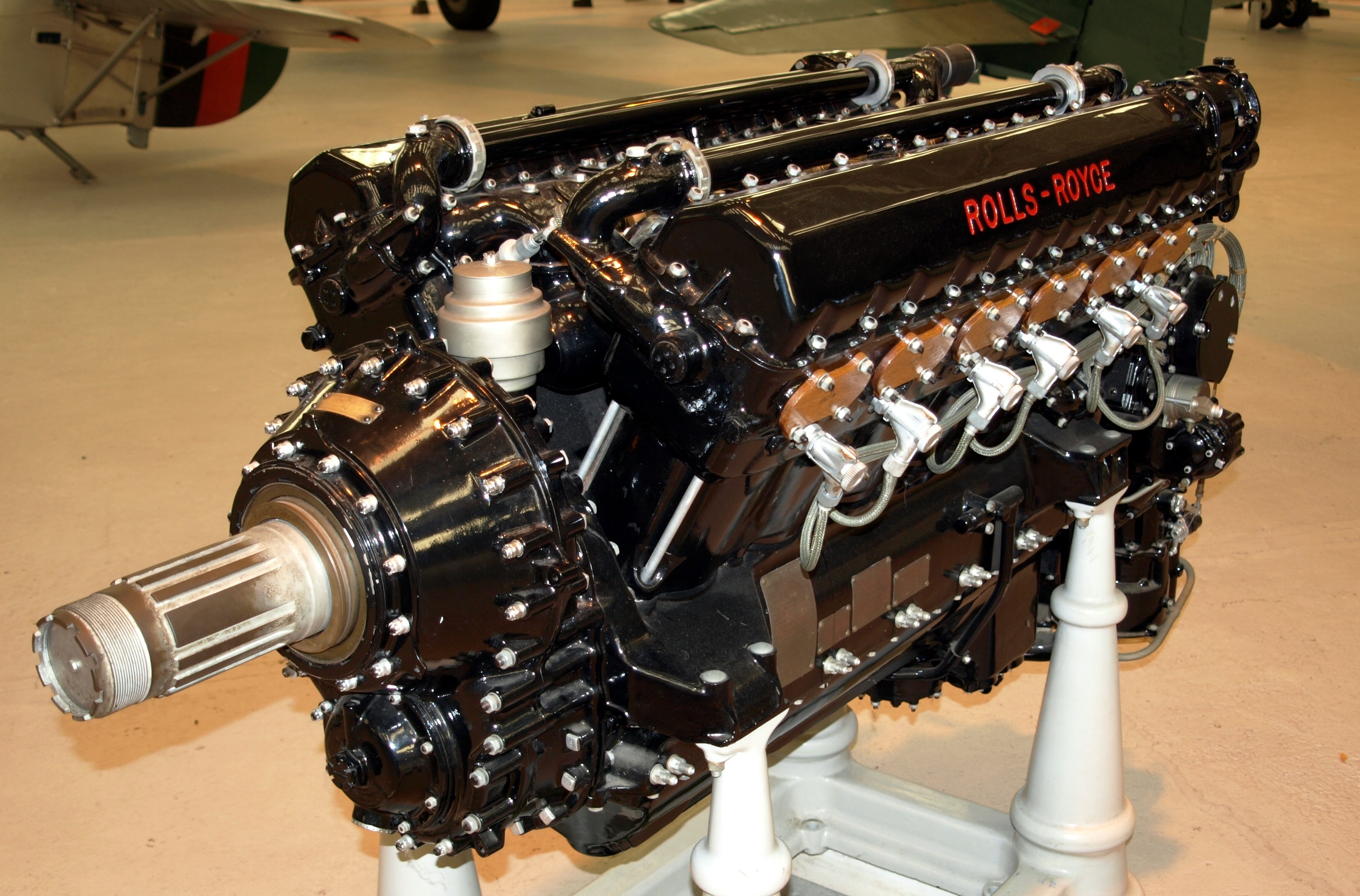
رولز رويس كيستريل

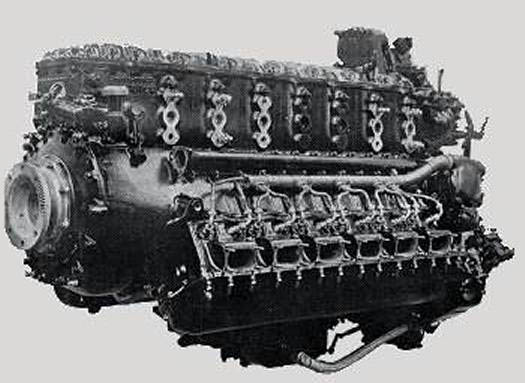
جانكرز جامبو 210

كورتيس دي-12، يُعرف أحيانا عسكريا بكورتيس في-1150، كان محرك طائرة سعته 18.8 لتر. كان محركعلى شكل V مكون من 12 أسطوانة و يبرد بالمياه، وبلغت قدرته 443 حصان (330 كيلو وات)، ووزنه 693 باوند (314 كجم).
صُمم المحرك بواسطة أرثر نوت في عام 1921، واستخدم في كورتيس سي آر-3 لسباق شنيدر تروفي عام 1923.
استوردت شركة فيري للطيران الإنجليزية 50 محرك كورتيس في عام 1926، وأسمتهم فيري فيليكس.
كان محرك دي-12 أحد أول المحركات ذات الحاوية الألومنيوم، التي حققت ناجحا باهرا، وكان مؤثرا بشكل كبير في الفترة بين الحرب العالمية الأولى والثانية.
تتبعت العديد من تصاميم المحركات تصميم محرك دي-12، ومن بين هذه المحركات باكارد 1 ايه-1500، ورولز رويس كيستريل، وجانكرز جامبو 210.

## التطبيقات

### دي-12
- بوينغ نموذج 15

### فيليكس
- فيري فاير فلاي
- فيري فوكس

## مواصفات (كورتيس دي-12/فيليكس)

### مواصفات عامة
- النوع:محرك طائرة مكبسي من النوع V، يحتوي على 12 أسطوانة ويبرد بسائل.
- قطر اسطوانة: 4.5 بوصة (114.3 مم).
- الشوط: 6بوصة (152.4 مم).
- سعة المحرك:1145بوصة تكعيب (18.8 لتر).
- الطول: 56.75 بوصة (1441 مم).
- العرض: 28.25 بوصة (717.5مم).
- الارتفاع: 34.75 بوصة (882.6مم).
- الوزن: 693 باوند (314 كجم).

### المكونات
- نظام التبريد: تبريد بسائل.

### الأداء
- القدرة الناتجة: 443 حصان (330 كيلو وات)، عند سرعة دورانية 2200 دورة/دقيقة.
- نسبة الانضغاط: 1:6

## مزيد من القراءة
- Lumsden, Alec. British Piston Engines and their Aircraft. Marlborough, Wiltshire: Airlife Publishing, 2003. ISBN 1-85310-294-6.

## وصلات خارجية
- Great Aircraft Engines - Curtiss D-12 نسخة محفوظة 8 فبراير 2012 على موقع واي باك مشين.
- "The Curtiss Model CD-12 400 H.P. Aero Engine" a 1922 Flight article on the CD-12